# NGC 2650
NGC 2650 ist eine Balken-Spiralgalaxie vom Hubble-Typ SBb im Sternbild Großer Bär. Sie ist schätzungsweise 176 Millionen Lichtjahre von der Milchstraße entfernt.
Das Objekt wurde am 20. September 1802 von Wilhelm Herschel entdeckt.